# Sexo

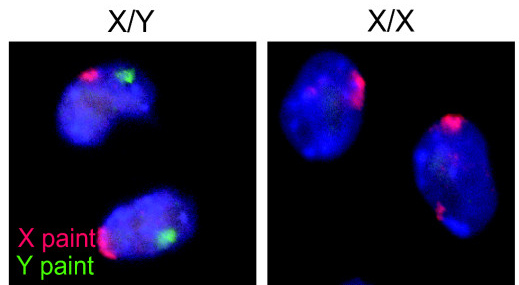
Cromossomos X (rosa) e cromossomos Y (verde) em células-tronco embrionárias de camundongos machos (X/Y) e fêmeas (X/X).

Sexo é a  característica que determina se um organismo que se reproduz sexuadamente produz gametas masculinos ou femininos. A reprodução sexual envolve a combinação e a mistura de características genéticas: células especializadas conhecidas como gametas se combinam para formar descendentes que herdam traços de ambos os pais. Os gâmetas podem ser idênticos em forma e função (conhecido como isogamia), mas em muitos casos, uma assimetria evoluiu de tal modo que dois tipos específicos de sexo de gametas (heterogametas) passaram a existir (conhecido como anisogamia). Por convenção, organismos que produzem gametas pequenos, móveis e numerosos (espermatozoide, esperma, pólen nas plantas) são chamados de machos. Já os organismos que produzem os gametas grandes, imóveis e escassos (óvulos) são chamados de fêmeas. Um organismo capaz de produzir os dois gametas é chamado de hermafrodita
Entre os seres humanos e outros mamíferos, os machos normalmente carregam cromossomos XY, enquanto que as fêmeas normalmente carregam cromossomos XX, o que são parte do sistema XY de determinação do sexo. Outros animais têm um sistema de determinação do sexo também, tal como o sistema de determinação do sexo ZW em aves e o sistema de determinação do sexo XO em insetos.  Em répteis e crustáceos, o sistema de determinação sexual é por meio do ambiente, dependendo da temperatura do meio.
Frequentemente, as diferenças físicas de uma espécie estão associadas aos sexos dessa espécie; este dimorfismo sexual pode refletir as diferentes pressões reprodutivas que os sexos experimentam. Por exemplo, a escolha do companheiro e a seleção sexual pode acelerar a evolução das diferenças físicas entre os sexos.
Os termos macho e fêmea normalmente não se aplicam a espécies sexualmente indiferenciadas nas quais os indivíduos são isomórficos (parecem iguais) e os gametas são isogâmicos (indistinguíveis em tamanho e forma), como a alga verde Ulva lactuca. Alguns tipos de diferenças funcionais entre indivíduos, como em fungos podem ser chamados de tipos de acasalamento.

## Os sexos

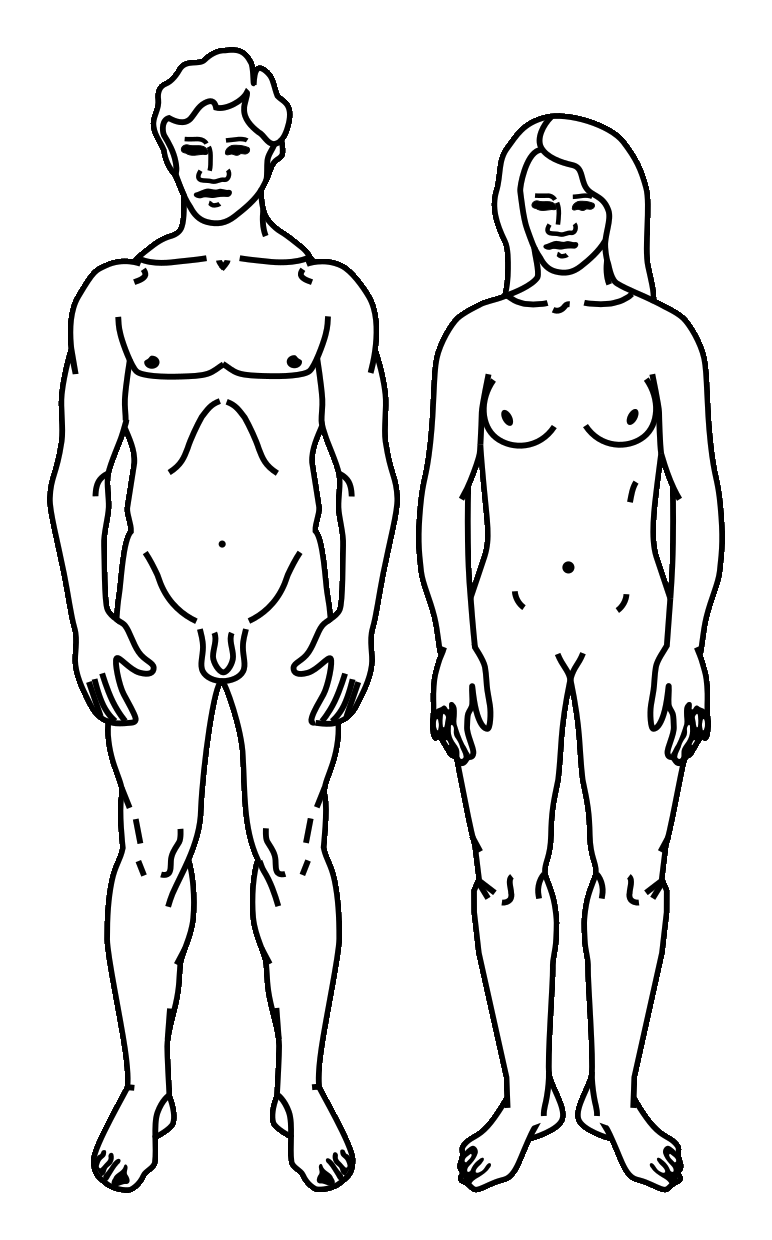
Sexos diferentes são importantes para a variação genética da prole.

Normalmente, uma espécie tem dois sexos -- masculino e feminino -- e diferenciação sexual ocorre na forma de gametas respectivamente masculinos e femininos. O sexo feminino é definido como aquele que produz o gâmeta (ou gameta) feminino, que é uma célula reprodutiva maior e geralmente imóvel (o óvulo ou ovogônia). O sexo masculino é definido como o que produz o gameta masculino, que é uma célula reprodutiva menor denominada espermatozoide ou espermatogônia. Cada gameta possui a metade do número de cromossomos daquela espécie.
Quando uma mesma criatura possui simultaneamente órgãos masculinos e femininos, ela é definida como hermafrodita simultâneo, e quando apresenta o sistema reprodutor de um sexo e por pressão ambiental degrada esse sistema e desenvolve o sistema do sexo oposto, é um caso de hermafroditismo sequencial. Genericamente, um organismo que consegue produzir os dois gametas, seja ao mesmo tempo ou não, é chamado de hermafrodita. Quando os indivíduos de uma espécie não possuem características sexuais claramente definidas, dizemos que o sexo é indiferenciado.
A palavra sexo também é usada para se referir aos órgãos sexuais, à relação sexual (os atos físicos relacionados com a reprodução sexuada) e outros comportamentos da sexualidade.

## Diferenças sexuais
|                                                           |  |  |
| Órgãos sexuais de coníferas: feminino (esq.) e masculino. |  |  |

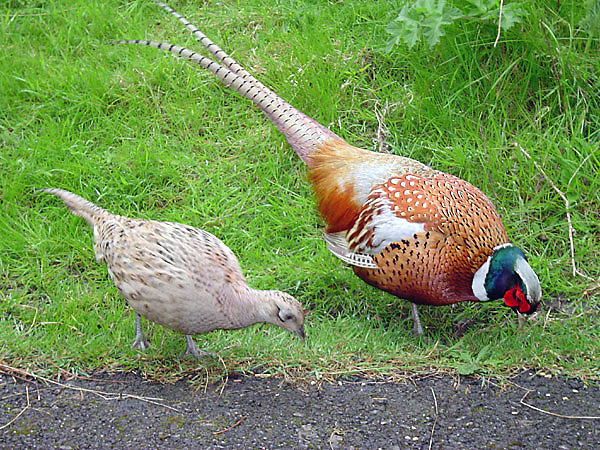
Exemplo de Dimorfismo sexual: o faisão macho é colorido e a fêmea marrom claro.

Nas espécies com sexo diferenciado, os órgãos sexuais (ou genitálias) são diferentes e produzem gâmetas diferentes. Estes órgãos podem estar separados em indivíduos diferentes e então a espécie chama-se dioica, como acontece normalmente nos mamíferos, ou encontrarem-se no mesmo indivíduo, como acontece na maior parte das plantas verdes; nesse caso, a espécie denomina-se monoica. Os animais de espécies monoicas são também denominados hermafroditas.
Em muitas espécies dioicas, para além da presença de órgãos sexuais diferentes, também chamados "caracteres sexuais primários", pode haver outras diferenças exteriores nos indivíduos, tais como diferentes cores da plumagem na maior parte das aves, ou a presença de mamas desenvolvidas nas fêmeas e sua ausência nos machos, como acontece nos mamíferos (os "caracteres sexuais secundários"). Quando isto acontece, diz-se que a espécie exibe dimorfismo sexual.
Entre os mamíferos, aves e várias outras espécies, o sexo é determinado pelos cromossomas sexuais, chamados X e Y nos mamíferos e Z e W nas aves. Normalmente, os machos apresentam um de cada (XY), enquanto fêmeas têm dois cromossomos X (XX). Todos os indivíduos possuem pelo menos um cromossoma X, e o cromossoma Y é geralmente mais curto que o cromossoma X com o qual é emparelhado, e está ausente em algumas espécies, o que acarreta algumas variações consideráveis.
Para além da reprodução sexuada, existe ainda a reprodução assexuada, que não envolve o processo de fecundação. Em seres nos quais não se distingue fêmea e macho, existem outras formas de multiplicação do organismo, através de processos como: gemulação, bipartição, fragmentação, esporulação e outros. Também conhecido como 5 contra 1, ou cabeça de galo.

## Sexo indiferenciado
Nas espécies com sexo indiferenciado, como é o caso das bactérias e na maioria dos protistas (ou protozoários), dois indivíduos — duas células aparentemente iguais, conjugam-se e juntam o material genético para dar origem a novos indivíduos com uma herança genética partilhada dos dois progenitores (normalmente depois da meiose).
Nos fungos, dois indivíduos aparentemente iguais, mas com características sexuais diferentes, geralmente denominados de positivo e negativo, numa situação conhecida como heterotalismo, podem unir as suas hifas e juntar vários núcleos na mesma célula. Dois destes núcleos podem conjugar-se e o zigoto resultante sofrer meiose para dar origem a esporos haploides que darão origem a novos indivíduos.

## Relação sexual

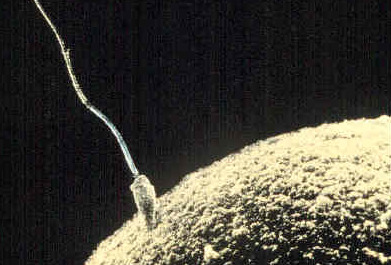
A reprodução sexual dos animais caracteriza-se pela fecundação de um óvulo por um espermatozoide.

Relação sexual se refere a uma ampla variedade de comportamentos entre indivíduos voltados para a obtenção de prazer erótico de pelo menos um dos membros envolvidos independente de haver penetração, orgasmo e fins reprodutivos. Para isso é feita a estimulação de uma ou mais zonas erógenas, como seios, vagina e pênis.
Outros animais, além dos humanos, também praticam sexo sem fins reprodutivos. Para os bonobos, a relação sexual é uma forma de expressar carinho e intimidade entre os membros de sua sociedade. Golfinhos e pinguins já foram observados fazendo sexo sem fins reprodutivos, inclusive em relações homossexuais.

## Sexo e gênero
Na década de 70, os cientistas sociais passaram a usar o termo "sexo" para se referir à divisão biológica em macho e fêmea; e "gênero" para se referir ao papel social atribuído a uma pessoa, baseado em seu sexo aparente e/ou em outros fatores contingentes. Sendo assim, gênero analisa os atributos culturais associados a cada um dos sexos e de seus relacionamentos interpessoais, transcendendo uma análise restrita da dimensão biológica dos seres.
Existe uma enorme variação de atitudes culturais, entre e dentro das sociedades, em relação a sexo, sexualidade e papéis sexuais. Para a identidade de gênero, o sentimento individual de pertencer a um gênero, e para perceção de gênero como uma descrição de como o gênero de uma pessoa é percebido (veja também berdache, hijra, xanith e transexual).
Em algumas sociedades, identificam-se os indivíduos jovens com características comportamentais atípicas e, em vez de puni-los ou ministrar-lhes terapia corretiva, são socializados de tal forma que suas características individuais proverão a eles uma função necessária ou útil para a sociedade por um papel reconhecido e respeitado (veja também pajé, xamã, curandeiro e tong-ki).

## Órgãos sexuais
A palavra sexo também é utilizada para fazer referência aos órgãos sexuais (genitálias), tanto o masculino quanto o feminino. No caso dos seres humanos, o "sexo" do homem se chama pênis e o da mulher vagina. Existe uma grande quantidade de nomes e termos para se referir aos órgãos sexuais humanos. Por pudor de se utilizar termos muito explícitos, objeto de certo tabu social, se utilizam perífrases e termos próprios de certos registros linguísticos. Para mais informação e exemplos, veja: gíria sexual.